# Razor
Razor és una banda canadenca de speed i thrash metal formada en Guelph, Ontario, en l'any 1984 i dissolta en 1992. Això no obstant, el grup va reprendre la seva activitat en 1997 per a enregistrar l'àlbum Decibels per a trencar-se de nou i tornar a reformar-se en l'any 2005 per a embarcar-se en la gira The Gates of Hell i gravar altre àlbum, que encara no ha estat publicat. Al llarg de la seva carrera han compartit escenari amb grups com Slayer, Motörhead i Venom. El guitarrista Dave Carlo ha estat l'únic membre permanent de la formació des dels seus començaments fa més de vint anys.

## Membres
- Dave Carlo (guitarra, 1984-present)
- Bob Reid (veu, 1989-present)
- Rob Mills (bateria, 1987-92, 1998-present)
- Mike Campagnolo (baix, 1984-87, 2005-present)

### Antics membres
- Stace "Sheepdog" McLaren (veu, 1984-89)
- Adam Carlo (baix, 1987-90, 2003-2005)
- Mike Embro (bateria, 1984-87)
- Rich Oosterbosch (bateria, 1996-1998),
- John Armstrong (baix, 1990-2002)[1]

## Discografia
- Escape The Fire (1984) (autoproduït)
- Armed & Dangerous (1984) (Voice Records)
- Executioner's Song (1985) (Unidisc)
- Evil Invaders (1985) (Unidisc)
- Malicious Intent (1986) (Unidisc)
- Custom Killing (1987) (Fist Fight Rec.)
- Violent Restitution (1988) (SPV GmbH)
- Shotgun Justice (1990) (Fringe Rec.)
- Open Hostility (1991) (Fringe Rec.)
- Exhumed (1994)(Steamhammer)
- Decibels (1997) (Candlelight Records)[1]